# Tricoryna zalates
Tricoryna zalates är en stekelart som först beskrevs av Walker 1839.  Tricoryna zalates ingår i släktet Tricoryna och familjen Eucharitidae. Inga underarter finns listade i Catalogue of Life.